# Austrosaropogon horsleyi
Austrosaropogon horsleyi är en tvåvingeart som först beskrevs av Walker 1851.  Austrosaropogon horsleyi ingår i släktet Austrosaropogon och familjen rovflugor. Inga underarter finns listade i Catalogue of Life.